# Eudolium crosseanum
Eudolium crosseanum är en snäckart som först beskrevs av di Monterosato 1869.  Eudolium crosseanum ingår i släktet Eudolium och familjen tunnsnäckor. Inga underarter finns listade i Catalogue of Life.